# Eddie Davies
Pour les articles homonymes, voir Davies.
Eddie Davies est un boxeur ghanéen né le 1er décembre 1937.

## Carrière
Eddie Davies remporte la médaille d'argent dans la catégorie des poids super-welters aux championnats d'Afrique de boxe amateur 1962 au Caire, puis la médaille d'or dans la même catégorie aux championnats d'Afrique d'Accra en 1964.
Aux Jeux olympiques d'été de 1964 à Tokyo, il est éliminé en quarts de finale dans la catégorie des poids super-welters par le Soviétique Boris Lagutin.
Il remporte la médaille d'argent dans la catégorie des poids super-welters aux championnats d'Afrique de boxe amateur 1968 à Lusaka.